# Voyage
《Voyage》（旅途）是日本歌手濱崎步於2002年9月26日發售的第28張單曲，以首週超過三十萬的銷量在公信榜的週間榜單上獲得了第一名，接下來的三週蟬聯公信榜的冠軍位置，總計停留在榜上的時間高達28週，成為她上榜時數最長的一張單曲。本作品繼2001年的單曲《Dearest》之後，再次獲得第44回日本唱片大賞的大獎，是她連續第二年受獎。另外為拍攝本作的音樂錄影帶，特耗資億元日幣，拍攝了短篇電影《沉月》。

## 收錄歌曲
全曲作詞：濱崎步
1. Voyage
作曲：CREA + D・A・I／編曲：島健
TBS電視台《my little chef》主題曲
2. HANABI "electrical Bossa mix"
3. independent "SUGIURUMN MIX"
4. Voyage -Instrumental-